# Veliki Budići
Veliki Budići is een plaats in de gemeente Pakrac in de Kroatische provincie Požega-Slavonië. De plaats telt 2 inwoners (2001).